# Ždrimci
Ždrimci su naseljeno mjesto u općini Uskoplje, Federacija Bosne i Hercegovine, BiH.

## Zemljopis
Nalazi se u podnožju Vranice. U mjestu se nalaze Ždrimačka jezera, a nekoliko kilometara uzvodno na potoku Crndolu se nalazi Ždrimački slap.

## Povijest
U Ždrimcima su nađeni tragovi rimskih ispirališta zlata. Zlato se, također, ispiralo i u srednjem vijeku. Ždrimci su tada bili gusto napučeni. Iz tog je razdoblja 105 stećaka raspoređenih na 4 lokaliteta.
U bošnjačko-hrvatskom sukobu, 5. listopada 1993. prijepodne, na lokaciju Rastić je upala muslimanska diverzantsko-teroristička skupina. Tad je poginuo je pripadnik HVO-a Željko Perić, a teže je ranjen Ivica Perić. Osujećen je muslimanski pokušaj ubacivanja terorističko-diverzantske skupine na područje Kuka.

## Stanovništvo
| Ždrimci            |              |              |              |
| godina popisa      | 1991.        | 1981.        | 1971.        |
| Hrvati             | 759 (66,63%) | 700 (69,51%) | 644 (70,61%) |
| Muslimani          | 362 (31,78%) | 300 (29,79%) | 259 (28,39%) |
| Srbi               | 2 (0,17%)    | 1 (0,09%)    | 0            |
| Jugoslaveni        | 0            | 6 (0,59%)    | 0            |
| ostali i nepoznato | 16 (1,40%)   | 0            | 9 (0,98%)    |
| ukupno             | 1.139        | 1.007        | 912          |

### Popis 2013.
| Ždrimci            |              |
| godina popisa      | 2013.        |
| Hrvati             | 523 (77,25%) |
| Bošnjaci           | 145 (21,42%) |
| Srbi               | 1 (0,15%)    |
| ostali i nepoznato | 8 (1,18%)    |
| ukupno             | 677          |

## Obrazovanje
U selu postoji područna škola Osnovne škole Uskoplje koju pohađaju djeca od prvog do četvrtog razreda po nastavnom planu i programu na hrvatskom jeziku.

## Poznate osobe
- Zora Pilić, znanstvenica
- Ivica Perić, filmski producent